# Аугусто Альбіні
Аугусто Альбіні (італ. Augusto Albini, 30 липня 1830 року, Генуя - 3 червня 1909 року, Рим ) - італійський адмірал та політик. Молодший брат адмірала Джован Баттіста Альбіні.

## Біографія
Аугусто Альбіні народився 30 липня 1830 року в Генуї. За сімейною традицією (його батько Мікеле Джузеппе Альбіні та старший брат  Джован Баттіста Альбіні були військовими моряками) вступив до Військово-морської школи в Генуї, яку закінчив у 1847 році у званні гардемарина. Брав участь в австро-італійській війні (1848—1849). Під час Кримської війни отримав звання молодшого лейтенанта.
У 1857 році отримав звання лейтенанта. У 1859 році брав участь в австро-італо-французькій війні, у 1860-1861 роках - в облозі Гаети.
Протягом 1862-1865 років був відряджений у Лондон, де слідкував за будівництвом броненосця «Аффондаторе». Після повернення з Лондона отримав звання капітана II рангу. Протягом 1876-1886 років був керівником департаменту артилерії та торпед у Міністерстві військово-морських сил, спочатку у званні капітана I гарну, потім - контрадмірала.
У 1880 та 1886 роках був депутатом Палати депутатів Італії XIV та XVI скликань.
У 1891 році став сенатором Королівства Італія.
Будучи експертом з морського озброєння, розробив ідею гармати на лафеті з гідравлічними гальмами, яка була прийнята на озброєння в британському та італійському флотах та отримала його ім'я. У 1867 році також розробив гвинтівку, яка отримала відзнаку на конкурсі у Вулвічі та була прийнята на озброєння в деяких британських колоніях, в Бельгії, Баварії, Вюртембурзі, а також у ВМС Італії під назвою «карабін Альбіні».
Опублікував ряд праць на військову тематику, в основному про морські озброєння. Його праця «Погляд на майбутнє військового флоту» (італ. Uno sguardo all'avvenire navale) була перекладена різними мовами.
Помер 3 червня 1909 року в Римі.

## Нагороди

### Італійські нагороди
- Великий офіцер Ордена Святих Маврикія та Лазаря
- Кавалер Савойського цивільного ордена
- Великий офіцер Ордена Корони Італії
- Кавалер Савойського військового ордена
- Срібна медаль «За військову доблесть»
- Пам'ятна медаль за участь у війні за незалежність Італії.
- Пам'ятна медаль на честь об'єднання Італії.

### Іноземні нагороди
- Кавалер Ордена Почесного легіону (Франція)
- Кримська медаль (Велика Британія)